# Guglielmo Mengarini

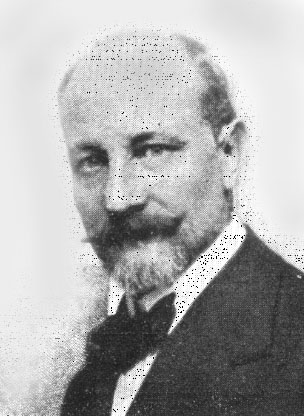
Guglielmo Mengarini

Guglielmo Mengarini (vollständiger Name: Guglielmo Giovanni Temistocle Giuseppe Ulisse Mengarini; * 27. Dezember 1856 in Rom, Italien; † 25. Juli 1927 ebenda) war ein italienischer Ingenieur, Elektrotechniker, Hochschullehrer und Politiker.

## Leben
Mengarini studierte an der Universität La Sapienza in Rom Physik.
Von 1881 bis 1888 arbeitete er als Assistent bei Pietro Blaserna am Physikalischen Institut von Rom.
1891 wurde er zum Professor für Elektrotechnik an der Hochschule für Ingenieure der Universität Rom berufen.
1900 wurde er dort außerordentlicher Professor für Elektrotechnik.
Von 1906 bis zu seinem Ruhestand 1911 war er dort ständiger außerordentlicher Professor für Elektrotechnik.
Mengarini gründete die Fakultät für Elektrotechnik an der Hochschule für Ingenieure der Universität Rom.

## Forschungsinteressen, Hobbys
Seit seiner frühen Jugend trainierte Mengarini seinen Körper und seinen Geist durch Schwimmen, Bergsteigen und andere Körperübungen.
In seiner Forschung beschäftigte er sich neben seinen Ingenieursaufgaben mit Astrophysik und Spektroskopie.
Zur Untersuchung totaler Sonnenfinsternisse reiste er durch die Welt.
Zuletzt reiste er 1926 gegen den Rat seiner Ärzte nach Oltre Giuba (ehemalige italienische Kolonie, heute in Somalia), um dort eine Sonnenfinsternis zu studieren.
Die Strapazen dieser Reise trugen wahrscheinlich zu seinem frühen Tod bei.
Durch seine ingenieurtechnischen Arbeiten förderte Mengarini wesentlich die Entwicklung von Industrie, Wasserkraft und Eisenbahn in Italien.

## Mitgliedschaften, Ämter
Mengarini war außerordentlicher Botschafter in Peru.
Er war Mitglied des italienischen Alpenvereins.
1919 wurde Mengarini zum Senator ernannt.
1922 wurde er Mitglied des Obersten Rates der Luftfahrt und 1923 Mitglied des Italienischen Thalassographischen Komitees.

## Auszeichnungen, Orden
Als junger Mann rettete Mengarini eine ganze Familie aus einem brennenden Haus, dessen Treppen eingestürzt waren.
Dafür erhielt er die Silbermedaille für Zivilcourage (Medaglia d’argento al valor civile, italienische Auszeichnung).
Für seine Verdienste erhielt Mengarini die folgenden Auszeichnungen:
- Ritterorden der hl. Mauritius und Lazarus in den Graden
  - Ritter (18. Januar 1903)
  - Offizier (8. Mai 1910)
  - Komtur (14. Dezember 1919)
  - Großoffizier
- Orden der Krone von Italien in den Graden
  - Ritter (1885)
  - Komtur
  - Großoffizier[3]

## Stromtrasse Tivoli–Rom

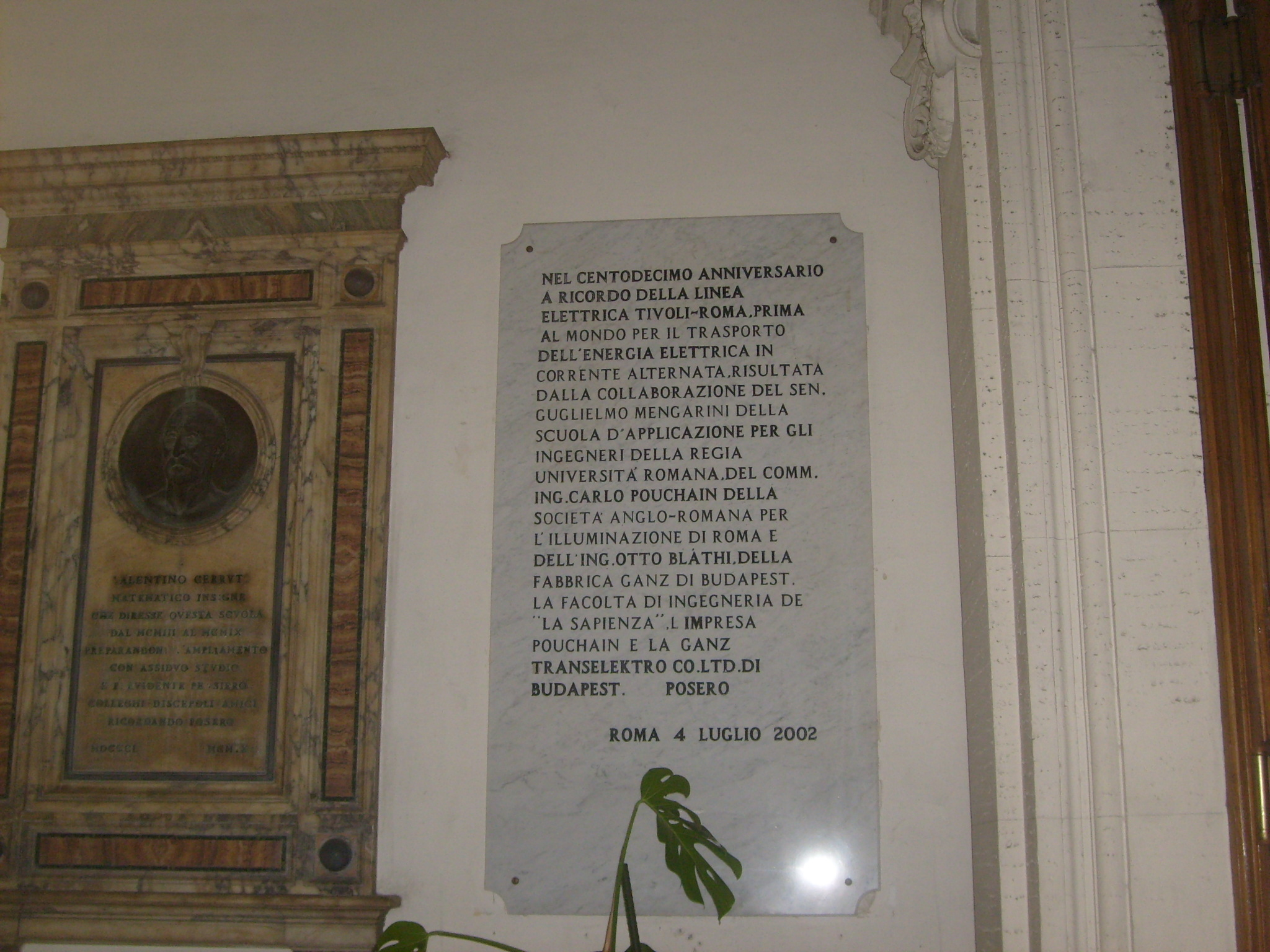
Gedenktafel an den Bau der Stromleitung Tivoli–Rom durch Guglielmo Mengarini

Mengarini entwarf und leitete den Bau der Stromtrasse vom Wasserkraftwerk bei Tivoli nach Rom.
Dieses Projekt realisierte er zusammen mit dem Ingenieur Carlo Pouchain und dessen Firma, mit dem Ingenieur Ottó Titusz Bláthy und mit der Firma Ganz aus Budapest. Die Stromtrasse wurde von 1889 bis 1892 erbaut und sie war die erste ihrer Art weltweit. Bei Tivoli wurde in einem Kanal das Wasser aus verschiedenen Wasserwerken gesammelt und dabei wurde darauf geachtet, dass die Wasserfälle des Aniene nicht beeinträchtigt wurden.
Aus dieser Wassermenge erwarb die römische Gasgesellschaft, sie war Eigentümerin der Anlage, eine Durchflussmenge von 4 m³/s bei einer Fallhöhe von 50 m. Dies entspricht einer Leistung von ungefähr 1,5 MW und ist etwa ein Zehntel der Durchflussmenge, die der Aniene bei niedrigstem Wasserstand erbrachte.
Im Krafthaus wurden sechs große Turbinen mit je 350 PS (= 260 kW) und vier kleine mit je 50 PS (= 40 kW) angetrieben. An die großen Turbinen waren sechs Wechselstrommaschinen mit einer installierten Leistung von ca. 270 kW bei einer Nennspannung von 6 kV angeschlossen. An die vier kleinen Turbinen waren Gleichstrommaschinen angeschlossen.
Die Distanz betrug 25 km und erfolgte mit einer Betriebsspannung von 5 kV. Es wurde dafür zwei Leiterseile aus Kupfer verwendet, die in einer Höhe von 7,5 m bis 9,3 m angebracht waren. Alle 35 m befanden sich Strommasten aus je zwei eisernen Doppel-T-Trägern mit Porzellan-Isolatoren.
Im Umspannwerk bei der Porta Pia wurde die elektrische Energie auf niedrigere Spannungen für den Betrieb von Lampen und elektrischen Arbeitsmaschinen transformiert. Es wurden damit in den wichtigsten Straßen insgesamt 208 Straßenlaternen betrieben.
In der Fakultät für Ingenieurwissenschaften der Universität La Sapienza in Rom wurde 2002 eine Gedenktafel für diese Ingenieursleistung angebracht. Sie trägt den Text:

“Nel centodecimo anniversario a ricordo della linea elettrica Tivoli-Roma, prima al mondo per il trasporto dell'energia elettrica in corrente alternata, risultata dalla collaborazione des sen. Guglielmo Mengarini della scuola d'applicazione per gli ingegneri della regia universita' Romana, del comm. ing. Carlo Pouchain della societa' anglo-romana per l'illuminazione di Roma e dell' ing. Otto Blathi, della fabrica Ganz di Budapest. La facolta di ingegneria de "La Sapienza", l impresa Pouchain e la Ganz transelektro co.ltd. di Budapest. Posero Roma 4 Luglio 2002”

„Zum 110-jährigen Jubiläum der Stromleitung Tivoli-Rom, der ersten weltweit für den Transport von Wechselstrom, die aus der Zusammenarbeit hervorgegangen ist von Herrn Guglielmo Mengarini von der Schule für Ingenieure der römischen Universität mit Ingenieur Carlo Pouchain von der englisch-römischen Gesellschaft für die Beleuchtung Roms, mit Ingenieur Otto Blathi von der Firma Ganz in Budapest, mit der Ingenieurfakultät von "La Sapienza", mit der Firma Pouchain und mit der Ganz Holding Co. Ltd. aus Budapest. Angebracht in Rom am 4. Juli 2002“

## Familie
1884 heiratete Mengarini die Chemikerin Margarete Traube, Witwe des Mediziners Franz Boll. Das Ehepaar hatte vier Kinder. Die Familie bewohnte in Rom den Palazzo Mengarini auf dem Quirinal. Den Palast hatte Mengarini 1880 unter Leitung des Architekten Gaetano Koch erbauen lassen. Hier hielt Margarete Traube ihren Salon, in dem viele berühmte Wissenschaftler verkehrten, darunter: der Historiker Theodor Mommsen, der Klassische Archäologe Emanuel Loewy, der Physiker und Mathematiker Pietro Blaserna, der Klassische Archäologe Adolf Furtwängler und ihr Bruder, der Klassische Philologe Ludwig Traube. Neben dem Palazzo Mengarini besaß das Ehepaar Mengarini noch die Villa Mengarini in Anzio am Tyrrhenischen Meer. Diese Villa wurde 1944 bei der Landung des US-amerikanischen VI. Corps unter Major General John P. Lucas zerstört.

## Veröffentlichungen (Auswahl)
- Elettrificazione delle ferrovie: interpellanza del senatore Guglielmo Mengarini, risposta di Peano, Ministro dei lavori pubblici: tornata del 6 luglio 1920, Roma: Tipografia del Senato, 1920, OCLC 934087708
- L'eclissi totale di sole del 21 Agosto 1914, Roma, Nuova antologia, 1915, OCLC 31637878
- Officine ed impianti elettrici per il trasporto di forza Tivoli-Roma 1891–1903, Roma, 1904, OCLC 637995135
- Sulle perdite risultanti nel trasporto elettrico di forza fra Tivoli e Roma, Roma: Elzeviriana, 1893, OCLC 78580292
- Elettrolsi colle correnti alternati, Roma, 1890, OCLC 82335946
- XIII. Ueber das Maximum der Lichtstärke im Sonnenspektrum in Untersuchungen zur Naturlehre des Menschen und der Thiere, herausgegeben von Jakob Moleschott, 1889. XIV. Band. 2. Heft. Verlag von Emil Roth in Gießen online als PDF
- Il trasporto dell'energia : per mezzo di correnti elettriche, Torino: Loescher, 1885, OCLC 868586147
- Storia della unità elettro-magnetica di resistenza sino alle deliberazioni del Congresso degli elettricisti di Parigi : relazione a S.E. il ministro dell'Istruzione Pubblica, Roma : Tipografia Eredi Botta, 1882, OCLC 68693347